# Alexandria (Minnesota)
Pour les articles homonymes, voir Alexandrie (homonymie).
La ville d’Alexandria est le siège du comté de Douglas, dans l’État du Minnesota, aux États-Unis. Sa population s’élevait à 11 070 habitants lors du recensement de 2010, estimée à 13 746 habitants en 2018.

## Démographie
| Groupe            | Alexandria | Minnesota | États-Unis |
| ----------------- | ---------- | --------- | ---------- |
| Blancs            | 96,3       | 85,3      | 72,4       |
| Métis             | 1,4        | 2,4       | 2,9        |
| Afro-Américains   | 0,9        | 5,2       | 12,6       |
| Asiatiques        | 0,7        | 4,0       | 4,8        |
| Amérindiens       | 0,4        | 1,1       | 0,9        |
| Autres            | 0,4        | 2,0       | 6,4        |
| Total             | 100        | 100       | 100        |
|                   |            |           |            |
| Latino-Américains | 1,5        | 4,7       | 16,7       |

Selon l’American Community Survey, pour la période 2011-2015, 97,56 % de la population âgée de plus de 5 ans déclare parler anglais à la maison, alors que 0,75 % déclare parler l'espagnol, 0,54 % le norvégien et 1,16 % une autre langue.

## Personnalités liées à la ville
- Duane Hanson (1925-1996), né à Alexandria, sculpteur américain.
- Peter Krause (1965-), acteur.
- John Hawkes (1959-), acteur.
- Bruce Smith (1920-1967), joueur de football américain, est mort à Alexandria.
- Brock Lesnar (1977-), catcheur de la WWE.